# Semnopithèque rubicond
Presbytis rubicunda
Espèce
Statut de conservation UICN

 VU  : Vulnérable
Statut CITES
Le Semnopithèque rubicond (Presbytis rubicunda) est une espèce qui fait partie des mammifères Primates. Ce singe est un semnopithèque de la famille des Cercopithecidae.

## Répartition

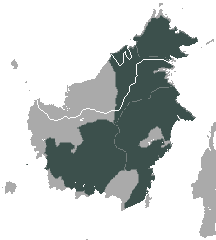
Carte de Bornéo avec zone de répartition en vert

Le semnopithèque rubicond se rencontre sur l'ile de Bornéo : en Indonésie, Malaisie et peut-être au Brunei.

## Liste des sous-espèces
Selon Mammal Species of the World (version 3, 2005)  (13 mars 2011) :
- sous-espèce Presbytis rubicunda carimatae
- sous-espèce Presbytis rubicunda chrysea
- sous-espèce Presbytis rubicunda ignita
- sous-espèce Presbytis rubicunda rubicunda
- sous-espèce Presbytis rubicunda rubida